# Макаровська сільська рада (Ішимбайський район)
Мака́ровська сільська рада (рос. Макаровский сельский совет) — муніципальне утворення у складі Ішимбайського району Башкортостану, Росія. Адміністративний центр — село Макарово.

## Населення
Населення — 1362 особи (2019, 1633 в 2010, 1515 в 2002).

## Склад
До складу поселення входять такі населені пункти:
| Населений пункт     | Населення, осіб (2002) | Населення, осіб (2010) |
| ------------------- | ---------------------- | ---------------------- |
| Зігановка, село     | 79                     | 139                    |
| Ібраєво, присілок   | 134                    | 134                    |
| Ісякаєво, присілок  | 247                    | 251                    |
| Макарово, село      | 966                    | 1019                   |
| Підгорний, присілок | 25                     | 26                     |
| Саргаєво, присілок  | 64                     | 64                     |